# Mongolie aux Jeux olympiques d'hiver de 2022
La Mongolie participe aux Jeux olympiques d'hiver de 2022 à Pékin en Chine du 4 au 20 février 2022. Il s'agit de sa quinzième participation à des Jeux d'hiver.

## Résultats en ski de fond
| Athlète                 | Épreuve                | Temps         | Rang |
| ----------------------- | ---------------------- | ------------- | ---- |
| Batmönkhiin Achbadrakh  | 15 km classique hommes | 43 min 29 s 9 | 65e  |
| Ariunsanaagiin Enkhtuul | 10 km classique femmes | 37 min 2 s 5  | 85e  |

| Athlète                 | Épreuve           | Qualification | Qualification | Quart de finale | Quart de finale | Demi-finale | Demi-finale | Finale   | Finale   |
| Athlète                 | Épreuve           | Temps         | Rang          | Temps           | Rang            | Temps       | Rang        | Temps    | Rang     |
| ----------------------- | ----------------- | ------------- | ------------- | --------------- | --------------- | ----------- | ----------- | -------- | -------- |
| Batmönkhiin Achbadrakh  | Individuel hommes | 3 min 11 s 60 | 77e           | Éliminé         | Éliminé         | Éliminé     | Éliminé     | Éliminé  | Éliminé  |
| Ariunsanaagiin Enkhtuul | Individuel femmes | 3 min 58 s 25 | 79e           | Éliminée        | Éliminée        | Éliminée    | Éliminée    | Éliminée | Éliminée |